# B-Sides and Seasides
 (juillet 2017).
Si vous disposez d'ouvrages ou d'articles de référence ou si vous connaissez des sites web de qualité traitant du thème abordé ici, merci de compléter l'article en donnant les références utiles à sa vérifiabilité et en les liant à la section « Notes et références ».
Albums de The Narrative
Kickstarter (EP)
(2011) Golden Silence
(2016)
B-Sides and Seasides est une compilation de faces B et de raretés du groupe de rock indépendant américain The Narrative, sorti le 2 avril 2012.
Elle présente six pistes correspondant à des faces-B tirés de leurs six précédents albums et EP, deux nouvelles chansons et deux covers.

## Présentation
En 2012, alors qu'il commence à enregistrer son deuxième album studio complet à New York, The Narrative publie sa compilation de faces B, ainsi que d'autres réalisations, sur son site officiel, pour financer la production de l'album.
La compilation comprend des versions acoustiques et alternatives des chansons de The Narrative et Just Say Yes. Elle inclut, également, deux nouvelles chansons Hallelujah et Make It Right (extraits des EP promotionnels de tournée Kickstarter et Nothing Without You) et des reprises de Radiohead dans Karma Police et de Brand New avec Tautou, où le groupe a créé une version étendue de la chanson.
La photo de couverture est prise par Hilary J. Corts, en 2011, dans la ville de Phoenix (Arizona).

## Liste des titres
Toutes les chansons sont écrites et composées par Suzie Zeldin et Jesse Gabriel sauf titres nos 9 et 10 (reprises).
| 1.    | Hallelujah                          | Titre inédit (Kickstarter (EP), 2011) | 4:23 |
| 2.    | Make It Right                       | Titre inédit (Kickstarter (EP), 2011) | 3:48 |
| 3.    | Winter's Coming (Acoustic)          | The Narrative, 2010                   | 5:07 |
| 4.    | Castling (Acoustic)                 | Just Say Yes (EP), 2008               | 4:06 |
| 5.    | Fade (Alternate Version)            | Nothing Without You (EP), 2010        | 4:58 |
| 6.    | Silence & Sirens (Acoustic)         | The Narrative, 2010                   | 3:47 |
| 7.    | You Will Be Mine (Acoustic)         | The Narrative, 2010                   | 3:56 |
| 8.    | End All (2007 Demo)                 | Kickstarter (EP), 2011                | 3:39 |
| 9.    | Tautou (reprise de Brand New)       | Nothing Without You (EP), 2010        | 4:19 |
| 10.   | Karma Police (reprise de Radiohead) | Kickstarter (EP), 2011                | 4:17 |
| 42:20 |                                     |                                       |      |

## Crédits
- Suzie Zeldin : chant, claviers
- Jesse Gabriel : chant, guitare
- Charles Seich : batterie
- Production : Bryan Russell
- Pochette (album) : Hilary J. Corts